# Curral Novo do Piauí

Curral Novo do Piauí este un oraș în Piauí (PI), Brazilia.